# Denis Chevrot
Pour les articles homonymes, voir Chevrot.
Denis Chevrot, né le 11 juin 1988 à Chalon-sur-Saône en France, est un triathlète professionnel français, vainqueur sur triathlon Ironman 70.3 et Ironman. Il est double champion d'Europe d'Ironman, après ses victoires en 2022 et 2023.

## Biographie

### Jeunesse
Denis Chevrot grandit dans la région de Chalon-sur-Saône où après l'obtention de son baccalauréat, il oriente ses études vers le génie civil. Il obtient successivement et dans différentes villes, un DUT, une licence et un master en maintenance et exploitation de patrimoine immobilier. Il commence le sport par la natation à l'âge de sept ans et s'engage à douze ans sur son premier triathlon à l'occasion d'une épreuve « enfant ».

### Carrière en triathlon
Denis Chevrot  n'a aucun passé significatif sur le circuit de la Fédération internationale de triathlon. Ancien compétiteur en natation jusqu'en 2010, il commence très tardivement dans le triathlon, à l'âge de 23 ans et sur longue distance. Il fait ses débuts cette même année en préparant sa participation à l'Ironman de Ratisbonne pour l'été 2011. 
Il prend part en 2013 au championnat d'Europe et de France longue distance et s'engage rapidement sur le circuit Ironman et Ironman 70.3. Son parcours est considéré comme fulgurant par les commentateurs spécialisés.
En 2015, il se qualifie pour la finale du championnat du monde d'Ironman à Kona après avoir remporté l'Ironman Busselton en Australie. Il fait partie des quatre triathlètes français à prendre le départ en professionnel de la course mythique. Pour cette première qualification, il n'affiche pas d'ambition autre que de « finir la course sans regret ». Cette première n'est pas à la hauteur de ses attentes, malgré une sortie de natation dans le peloton de tête, de mauvaises sensations physiques ne lui permettent pas de sérieusement rivaliser dans la partie vélo et le contraignent finalement à l'abandon.
En 2018, il rejoint le club de triathlon français Triathl'Aix qui apporte un soutien structurel à sa carrière sur longue distance, il quitte ce club en 2019.

## Palmarès
Le tableau présente les résultats les plus significatifs (podium) obtenus sur le circuit international de triathlon depuis 2014. 
| Année | Compétition                      | Pays       | Position           | Temps           |
| ----- | -------------------------------- | ---------- | ------------------ | --------------- |
| 2024  | Ironman Autriche                 | Autriche   | Médaille d'or      | 7 h 49 min 11 s |
| 2023  | Ironman Hambourg                 | Allemagne  | Médaille d'or      | 7 h 26 min 15 s |
| 2022  | Ironman Allemagne                | Allemagne  | Médaille d'or      | 7 h 52 min 54 s |
| 2021  | Ironman Autriche                 | Autriche   | Médaille d'or      | 7 h 51 min 8 s  |
| 2021  | Ironman 70.3 Varsovie            | Pologne    | Médaille d'or      | 3 h 41 min 14 s |
| 2019  | Ironman Suède                    | Suède      | Médaille d'argent  | 7 h 51 min 2 s  |
| 2019  | Ironman 70.3 Les Sables d'Olonne | France     | Médaille d'argent  | 3 h 58 min 57 s |
| 2019  | Ironman Australie                | Australie  | Médaille de bronze | 8 h 16 min 5 s  |
| 2018  | Ironman 70.3 Pays d'Aix          | France     | Médaille d'argent  | 3 h 58 min 27 s |
| 2017  | Ironman 70.3 Cascais             | Portugal   | Médaille d'or      | 3 h 55 min 2 s  |
| 2017  | Ironman 70.3 Pays d'Aix          | France     | Médaille d'argent  | 3 h 55 min 19 s |
| 2017  | Ironman France                   | France     | Médaille de bronze | 8 h 39 min 42 s |
| 2016  | Ironman 70.3 Ballarat            | Australie  | Médaille d'or      | 3 h 49 min 34 s |
| 2016  | Ironman 70.3 Santa Cruz          | États-Unis | Médaille d'argent  | 3 h 53 min 17 s |
| 2015  | Ironman 70.3 Dublin              | Irlande    | Médaille d'or      | 4 h 1 min 35 s  |
| 2015  | Ironman 70.3 Mandurah            | Australie  | Médaille d'or      | 3 h 45 min 39 s |
| 2015  | Ironman Western Australie        | Australie  | Médaille d'argent  | 8 h 16 min 24 s |
| 2015  | Ironman 70.3 Luxembourg          | Luxembourg | Médaille de bronze | 3 h 52 min 3 s  |
| 2014  | Ironman Western Australie        | Australie  | Médaille d'or      | 8 h 5 min 58 s  |
| 2014  | Ironman 70.3 Putrajaya           | Malaisie   | Médaille d'argent  | 3 h 57 min 42 s |